# بویوک‌تالا
بویوک‌تالا (به لاتین: Böyüktala) یک منطقه مسکونی در جمهوری آذربایجان است که در شهرستان بالاکن واقع شده است.